# ني نتجر
ني نتر، هو اسم حورس للفرعون المصري من العصر المبكر خلال فترة الأسرة الثانية. مدة فترة حكمه غير معروف بالضبط. وفقًا لقائمة تورينو كانون حكم لـ 96 عاما، واقترح المؤرخ المصري مانيتو أن ني نتر استمر لـ 47 عامًا.

## حقبته

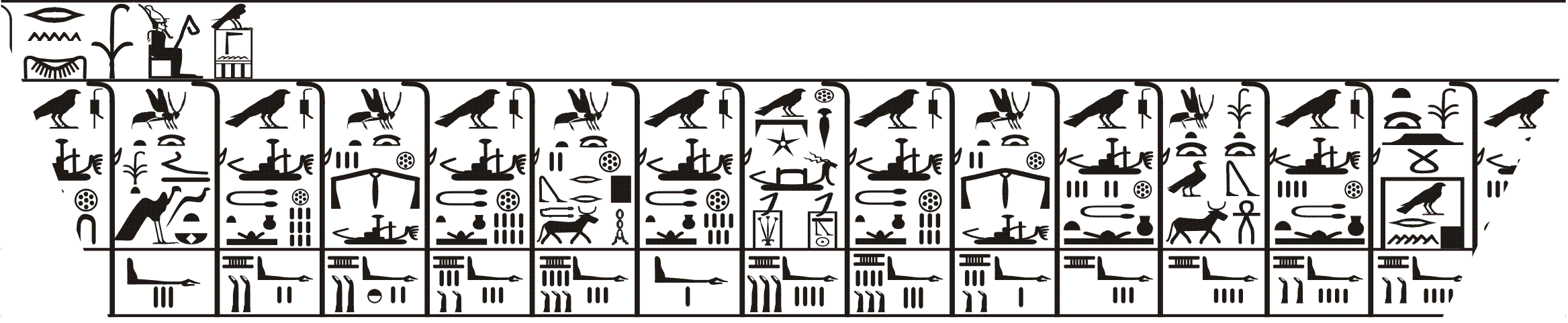
حقبة ني نتر من حجر باليرمو